# Hugo VII. Lizinjanski
Hugo VII. Lusinjanski (? - prije 1151.) bio je grof La Marchea i lord Couhéa i Château-Larchera. Bio je sin Huga VI. i Hildegarde de Thouars.
Moguće je da se oženio dvaput, ali ime njegove prve supruge nije nam poznato, kao ni njezin identitet. Zna se da je Hugo oženio Sarracenu, čiji su roditelji nepoznati.
Hugo je bio otac Huga VIII. i Vilima, koje je možda rodila njegova prva žena. Vilim je oženio Denisu, koja mu je rodila Gocelinusa i Šimuna.
Hugo je također imao Šimuna, Rorgona, Galerana i kćer. Njih je najvjerojatnije rodila Hugova druga žena. Šimun je bio gospodar Lezaya.